# Día Nacional de la Visibilidad Trans de Brasil
El Día Nacional de la Visibilidad Trans se conmemora anualmente, el 29 de enero, y celebra, desde 2004, el orgullo, la existencia, la conciencia y la resistencia de la comunidad trans y travesti, dentro del movimiento LGBT en Brasil.
El 29 de enero de 2004, un grupo de activistas transgénero acudió al Congreso Nacional para manifestarse a favor de la campaña Travesti e Respect, en un acto político para afirmar la diversidad de identidad de género en el país. La campaña a nivel nacional fue creada por líderes del movimiento social de personas transgénero, en alianza con el Programa Nacional de ITS y SIDA del Ministerio de Salud. En ese momento, el Ministerio buscó intensificar sus acciones para combatir las infecciones de transmisión sexual (ITS), condiciones a menudo asociadas con la prostitución, una actividad que a menudo es la única ocupación posible para las personas transgénero, con o sin cualificación profesional, dada la discriminación que enfrentan en el mercado laboral y la vulnerabilidad social en la que se encuentran. Por lo tanto, el lanzamiento de la campaña constituyó un hito en la lucha por el reconocimiento y la igualdad de los derechos de las personas transgénero en Brasil.